# Општина Кунгреа (Олт)
Кунгреа (рум. Cungrea) општина је у Румунији у округу Олт.
Oпштина се налази на надморској висини од 297 m.